# Coleomegilla maculata
Coleomegilla maculata är en skalbaggsart som först beskrevs av De Geer 1775.  Coleomegilla maculata ingår i släktet Coleomegilla och familjen nyckelpigor.
Denna nyckelpiga har på ovansidan en röd till rosa grundfärg och svarta punkter. Artens undersida är svart. Individerna blir 4 till 8 mm långa. Typisk är en ganska smal kroppsform.
Arten hittas i öppna landskap som kan ligga intill skogar. Larverna genomgår en metamorfos. Larverna har bladlöss som föda och vuxna exemplar äter dessutom pollen.

## Underarter
Arten delas in i följande underarter:
- C. m. lengi
- C. m. strenua
- C. m. fuscilabris

## Bildgalleri

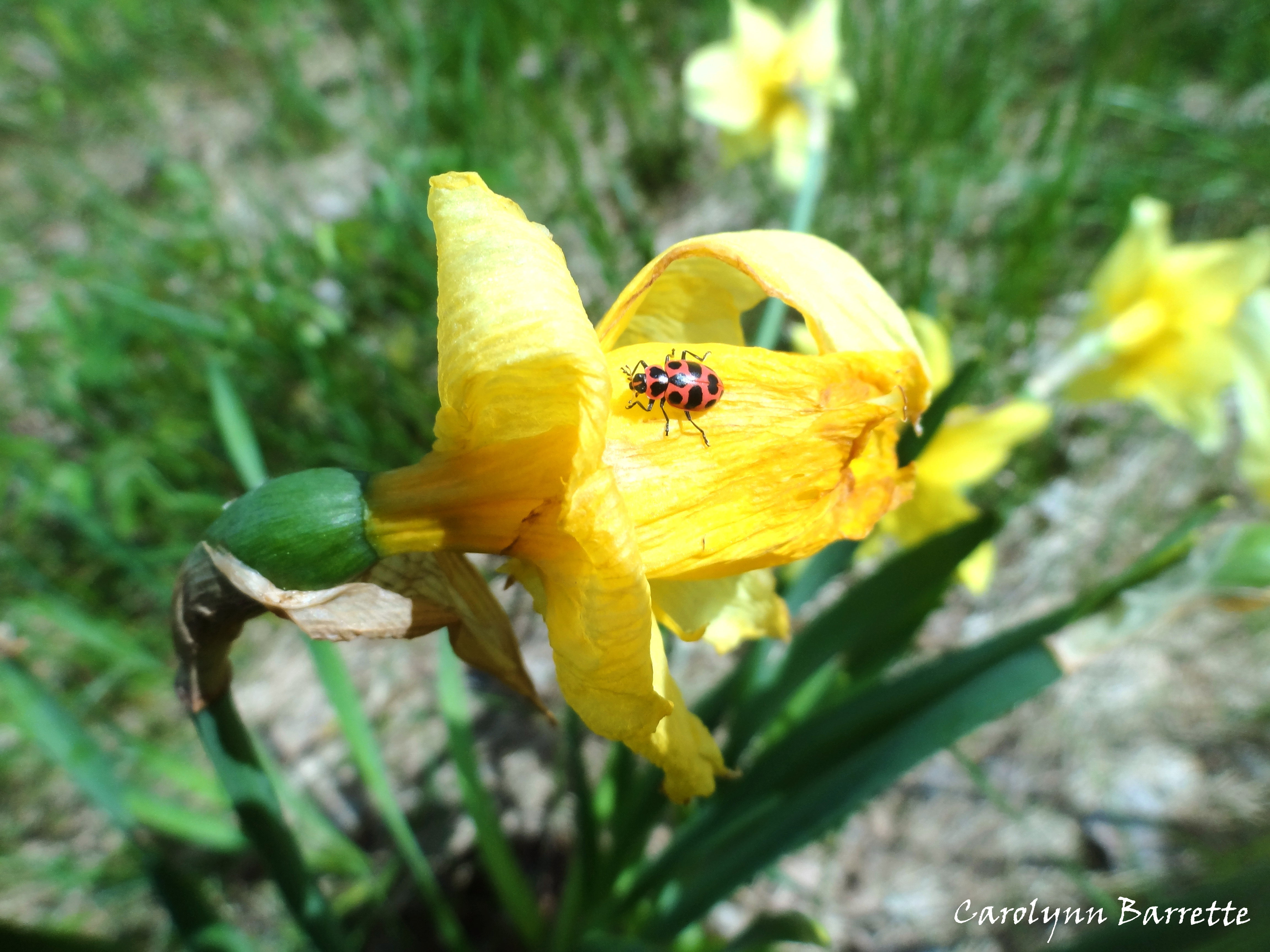
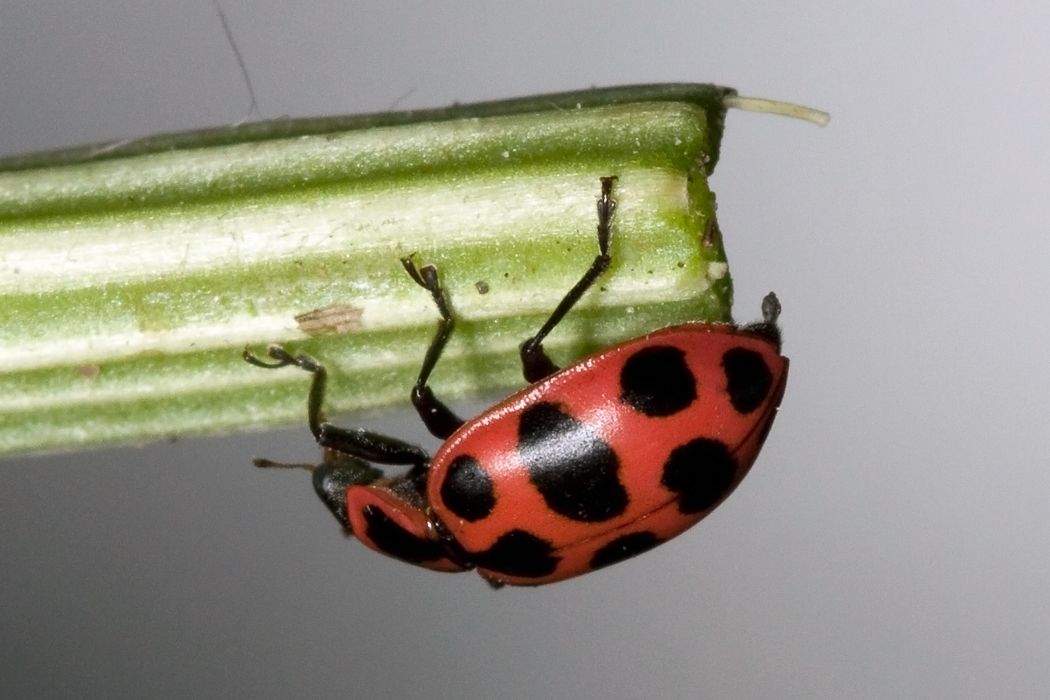
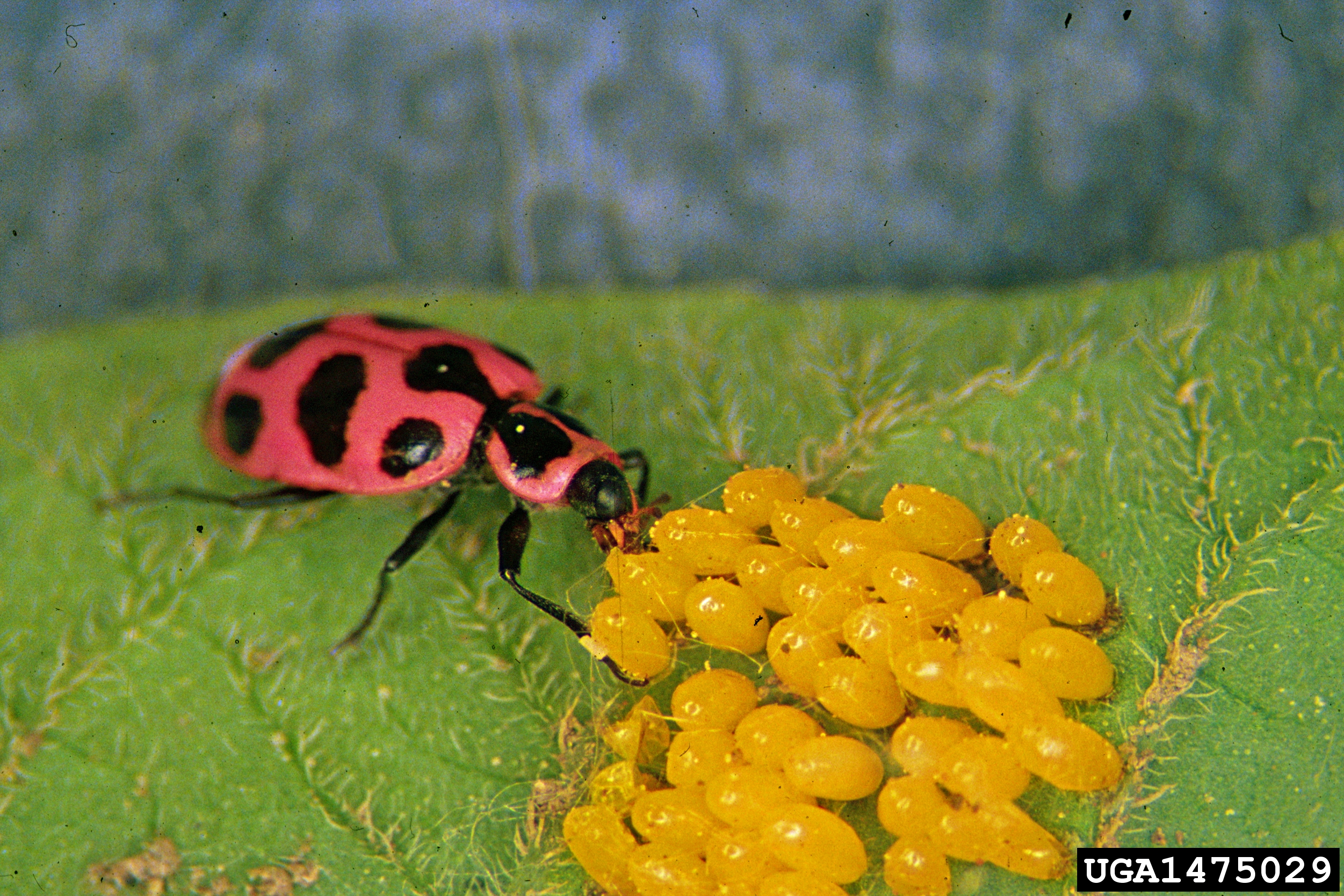
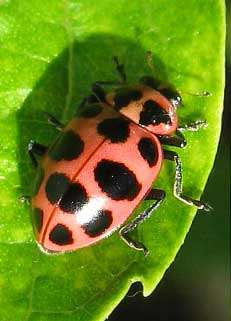